# 18ª etapa del Giro de Italia 2017
La 18ª etapa del Giro de Italia 2017 tuvo lugar el 25 de mayo de 2017 entre Moena y Ortisei sobre un recorrido de 137 km.

## Clasificación de la etapa
La clasificación de la etapa fue la siguiente:
| \| Clasificación de la etapa \| Clasificación de la etapa \| Clasificación de la etapa \| Clasificación de la etapa \| Clasificación de la etapa \| \| Ciclista \| Ciclista \| Equipo \| Tiempo \| \| \| ------------------------- \| ------------------------- \| ------------------------- \| ------------------------- \| ------------------------- \| \| 1.º \| Tejay van Garderen \| BMC Racing Team \| 3 h 54 min 01 s \| \| \| 2.º \| Mikel Landa \| Team Sky \| + 0 s \| \| \| 3.º \| Thibaut Pinot \| FDJ \| + 8 s \| \| \| 4.º \| Domenico Pozzovivo \| AG2R La Mondiale \| + 8 s \| \| \| 5.º \| Jan Hirt \| CCC Sprandi Polkowice \| + 11 s \| \| \| 6.º \| Ilnur Zakarin \| Katusha-Alpecin \| + 24 s \| \| \| 7.º \| Steven Kruijswijk \| LottoNL-Jumbo \| + 34 s \| \| \| 8.º \| Bauke Mollema \| Trek-Segafredo \| + 34 s \| \| \| 9.º \| Tom Dumoulin \| Team Sunweb \| + 1 min 06 s \| \| \| 10.º \| Nairo Quintana \| Movistar Team \| + 1 min 06 s \| \| |                    |                       |                 |
| |                    |                       |                 |
| Fuente: ProCyclingStats |                    |                       |                 |
| Clasificación de la etapa |                    |                       |                 |
| Ciclista | Ciclista           | Equipo                | Tiempo          |
| 1.º | Tejay van Garderen | BMC Racing Team       | 3 h 54 min 01 s |
| 2.º | Mikel Landa        | Team Sky              | + 0 s           |
| 3.º | Thibaut Pinot      | FDJ                   | + 8 s           |
| 4.º | Domenico Pozzovivo | AG2R La Mondiale      | + 8 s           |
| 5.º | Jan Hirt           | CCC Sprandi Polkowice | + 11 s          |
| 6.º | Ilnur Zakarin      | Katusha-Alpecin       | + 24 s          |
| 7.º | Steven Kruijswijk  | LottoNL-Jumbo         | + 34 s          |
| 8.º | Bauke Mollema      | Trek-Segafredo        | + 34 s          |
| 9.º | Tom Dumoulin       | Team Sunweb           | + 1 min 06 s    |
| 10.º | Nairo Quintana     | Movistar Team         | + 1 min 06 s    |

## Clasificaciones al final de la etapa
La clasificación general tras finalizar la etapa fue la siguiente:

### Clasificación general
| \| Clasificación general \| Clasificación general \| Clasificación general \| Clasificación general \| Clasificación general \| \| Ciclista \| Ciclista \| Equipo \| Tiempo \| \| \| --------------------- \| --------------------- \| --------------------- \| --------------------- \| --------------------- \| \| 1.º \| Tom Dumoulin \| Team Sunweb \| 80 h 00 min 48 s \| \| \| 2.º \| Nairo Quintana \| Movistar Team \| + 31 s \| \| \| 3.º \| Vincenzo Nibali \| Bahrain-Merida \| + 1 min 12 s \| \| \| 4.º \| Thibaut Pinot \| FDJ \| + 1 min 36 s \| \| \| 5.º \| Ilnur Zakarin \| Katusha-Alpecin \| + 1 min 58 s \| \| \| 6.º \| Domenico Pozzovivo \| AG2R La Mondiale \| + 2 min 07 s \| \| \| 7.º \| Bauke Mollema \| Trek-Segafredo \| + 3 min 17 s \| \| \| 8.º \| Steven Kruijswijk \| LottoNL-Jumbo \| + 5 min 48 s \| \| \| 9.º \| Adam Yates \| Orica-Scott \| + 7 min 06 s \| \| \| 10.º \| Bob Jungels \| Quick-Step Floors \| + 7 min 34 s \| \| |                    |                   |                  |
| |                    |                   |                  |
| Fuente: ProCyclingStats |                    |                   |                  |
| Clasificación general |                    |                   |                  |
| Ciclista | Ciclista           | Equipo            | Tiempo           |
| 1.º | Tom Dumoulin       | Team Sunweb       | 80 h 00 min 48 s |
| 2.º | Nairo Quintana     | Movistar Team     | + 31 s           |
| 3.º | Vincenzo Nibali    | Bahrain-Merida    | + 1 min 12 s     |
| 4.º | Thibaut Pinot      | FDJ               | + 1 min 36 s     |
| 5.º | Ilnur Zakarin      | Katusha-Alpecin   | + 1 min 58 s     |
| 6.º | Domenico Pozzovivo | AG2R La Mondiale  | + 2 min 07 s     |
| 7.º | Bauke Mollema      | Trek-Segafredo    | + 3 min 17 s     |
| 8.º | Steven Kruijswijk  | LottoNL-Jumbo     | + 5 min 48 s     |
| 9.º | Adam Yates         | Orica-Scott       | + 7 min 06 s     |
| 10.º | Bob Jungels        | Quick-Step Floors | + 7 min 34 s     |

### Clasificación por puntos
| Clasificación por puntos | Clasificación por puntos | Clasificación por puntos      | Clasificación por puntos | Clasificación por puntos |
| Ciclista                 | Ciclista                 | Equipo                        | Puntos                   |                          |
| ------------------------ | ------------------------ | ----------------------------- | ------------------------ | ------------------------ |
| 1.º                      | Fernando Gaviria         | Quick-Step Floors             | 325 pts                  |                          |
| 2.º                      | Jasper Stuyven           | Trek-Segafredo                | 192 pts                  |                          |
| 3.º                      | Sam Bennett              | Bora-Hansgrohe                | 117 pts                  |                          |
| 4.º                      | Lukas Pöstlberger        | Bora-Hansgrohe                | 98 pts                   |                          |
| 5.º                      | Daniel Teklehaimanot     | Dimension Data                | 96 pts                   |                          |
| 6.º                      | Pável Brutt              | Gazprom-RusVelo               | 76 pts                   |                          |
| 7.º                      | Kristian Sbaragli        | Dimension Data                | 76 pts                   |                          |
| 8.º                      | Eugert Zhupa             | Wilier Triestina-Selle Italia | 70 pts                   |                          |
| 9.º                      | Roberto Ferrari          | UAE Team Emirates             | 70 pts                   |                          |
| 10.º                     | Silvan Dillier           | BMC Racing Team               | 68 pts                   |                          |

### Clasificaciones por equipos

#### Clasificación por tiempo
| Clasificación por equipos | Clasificación por equipos | Clasificación por equipos | Clasificación por equipos |
| Equipo                    | Equipo                    | Tiempo                    |                           |
| ------------------------- | ------------------------- | ------------------------- | ------------------------- |
| 1.º                       | Movistar Team             | 240 h 20 min 15 s         |                           |
| 2.º                       | Bahrain-Merida            | + 57 min 13 s             |                           |
| 3.º                       | Cannondale-Drapac         | + 58 min 07 s             |                           |
| 4.º                       | AG2R La Mondiale          | + 59 min 16 s             |                           |
| 5.º                       | FDJ                       | + 1 h 24 min 30 s         |                           |
| 6.º                       | UAE Team Emirates         | + 1 h 40 min 05 s         |                           |
| 7.º                       | Sky                       | + 1 h 58 min 22 s         |                           |
| 8.º                       | Team Sunweb               | + 2 h 09 min 16 s         |                           |
| 9.º                       | Astana                    | + 2 h 10 min 00 s         |                           |
| 10.º                      | Trek-Segafredo            | + 2 h 11 min 56 s         |                           |

#### Clasificación por puntos
| Clasificación por equipos | Clasificación por equipos | Clasificación por equipos | Clasificación por equipos |
| Equipo                    | Equipo                    | Puntos                    |                           |
| ------------------------- | ------------------------- | ------------------------- | ------------------------- |
| 1.º                       | Quick-Step Floors         | 472 pts                   |                           |
| 2.º                       | UAE Team Emirates         | 317 pts                   |                           |
| 3.º                       | Bora-Hansgrohe            | 289 pts                   |                           |
| 4.º                       | Dimension Data            | 281 pts                   |                           |
| 5.º                       | Movistar Team             | 277 pts                   |                           |
| 6.º                       | Trek-Segafredo            | 266 pts                   |                           |
| 7.º                       | Sky                       | 239 pts                   |                           |
| 8.º                       | Team Sunweb               | 235 pts                   |                           |
| 9.º                       | Bahrain-Merida            | 211 pts                   |                           |
| 10.º                      | Orica-Scott               | 192 pts                   |                           |